# Harmony of December
《十二月禮讚》（Harmony of December）是日本二人組合近畿小子的第24張單曲。於2006年11月29日由傑尼斯娛樂唱片公司發行。

## 解說
本單曲是正如標題所說一樣以夏天為主題的上張單曲「夏日風情」以來相隔四個月所推出的單曲。雖然近年以團體名義而推出單曲的間距，因個人活動增多而擴大，但隨著各自的個人活動告一段落，這是自2003年以來相隔了約3年再次在相隔五個月之內推出團體名義的單曲。
收錄歌曲方式方面，沿用了自2005年的單曲《天鵝絨的幽闇》開始的方式，除初回版收錄A面曲的純音樂版本外，兩個版本均會收錄一首各版本獨有的歌曲。另外，本單曲的初回版會另外附送一條，以二人拍攝唱片封面照片時使用過的橡膠手圈作模型的複製品。共分為紅、藍兩色，在購入CD前可以在CD旁面確認。這次加送的橡膠手圈均印上了原製的iD標示，與一向以來的單曲初回版不同，首次加入了購入特製物品。而在本單曲發售後兩星期，年度專輯《I album -iD-》亦隨之推出，是團體首次在專輯發行前推出先行單曲。故單曲初回版附送的“印有iD的橡膠手圈”其實也沿用了專輯在「iD」上的概念。
據說，CD封面照片是由堂本剛負責製作的。據剛親口所述，「這不只是單單把兩人一併拍進去，其實是要帶出更深一層的訊息給大家」。而剛所要帶出的訊息如下：
- 照片背景選擇了宇宙的原因：「是要為了表現出能夠在這個浩翰的宇宙中遇見，並能夠共有著一樣的東西的重要性。」
- 在宇宙裡二人一起進餐的原因：「要不是真真正正的好知己的話，是不會想一起吃飯的。」
- 至於桌上的時鐘快要到達10時的原因：「因為KinKi Kids也快要出道10週年了。」

## 名稱
- 日語原名：Harmony of December
- 中文意思：十二月的和諧
- 香港正東譯名：--
- 台灣艾迴譯名：十二月禮讚

## 收錄歌曲

### 初回版
1. 十二月禮讚（Harmony of December ）
  - 作曲、作詞：Mashiko Tatsuro
  - 編曲：ha-j
2. 孤獨的街角（孤独の街角）
  - 作曲：松本良喜
  - 作詞：Satomi
  - 編曲：吉田建
  - 管樂編排：下神龍哉
3. Nothing but you
  - 作曲：周水
  - 作詞：白井裕紀、新美香
  - 編曲：佐藤泰將
4. 十二月禮讚（Harmony of December ） (Backing Track)
  - 作曲：Mashiko Tatsuro
  - 編曲：ha-j

### 通常版
1. 十二月禮讚
2. 孤獨的街角
3. 珍重再見（さよなら）
  - 作曲、作詞、編曲：森大輔